# Trump Steaks
Trump Steaks è stata una marca di bistecche e altri tipi di carne di proprietà dell'imprenditore, e più tardi Presidente degli Stati Uniti d'America, Donald Trump. Il marchio fu lanciato nel maggio 2007 e venduto esclusivamente attraverso i due canali di vendita The Sharper Image e QVC. Le vendite dei prodotti non andarono però come sperato e già nel luglio 2007, dopo solo due mesi, la vendita del marchio attraverso The Sharper Image fu sospesa.

## Storia
Donald Trump registrò il marchio "Trump Steaks" negli Stati Uniti d'America nell'agosto 2006 e il prodotto fu infine lanciato sul mercato l'8 maggio 2007, venendo messo in vendita unicamente attraverso il catalogo, i negozi e il sito del rivenditore The Sharper Image, per un periodo di prova di tre mesi. Tra le varie campagne promozionali vi fu anche un evento presso il punto vendita Sharper Image in Rockefeller Plaza in cui presenziarono lo stesso Trump e alcuni dei concorrenti del reality show The Apprentice, di cui lo stesso Trump era presentatore e produttore.
Le bistecche erano fornite da Buckhead Beef, una compagnia con sede ad Atlanta, che già forniva carne a molti degli hotel-casinò di proprietà della Trump Organization e, assieme ad esse, erano vendute sotto il marchio Trump Steaks anche hamburger e salse per carne. In particolare le bistecche, tutte di provenienza certificata dal ministero dell'agricoltura statunitense, erano di bovini di razza Angus ed erano vendute in confezioni da quattro con prezzi compresi tra 199 e 999 dollari con lo slogan "The World's Greatest Steaks". Era disponinibile anche la Trump Steak Gift Card, venduta al prezzo di 1.037 dollari.
Nel giugno 2007, Trump apparve sul numero mensile del catalogo Sharper Image per promuovere il marchio Trump Steaks e, il 5 dello stesso mese, il prodotto fece il suo debutto sul canale televisivo di shopping QVC, con una nuova apparizione di Trump in trasmissione.
Dopo due soli mesi dal lancio, la vendita di Trump Steaks attraverso The Sharper Image fu interrotta. Stando a quanto affermato da Jerry W. Levin, CEO della compagnia, il prodotto si rivelò un vero fiasco, il dirigente ebbe infatti a dire: "we literally almost sold no steaks" (in inglese: "non abbiamo venduto quasi nessuna bistecca"). Ciò nonostante le pubblicità ritraenti Trump attrassero comunque più clienti del solito, che però comprarono altri prodotti del rivenditore. Infine, stando ad una ricerca effettuata presso lo United States Patent and Trademark Office (USPTO), l'organismo amministrativo incaricato di rilasciare i brevetti e i marchi depositati negli Stati Uniti d'America, il marchio Trump Steaks fu cancellato nel dicembre 2014. Ad aprile 2016, gli unici posti in cui le bistecche Trump Steaks potevano essere ancora comprate erano le varie proprietà di Trump.

### Elezioni presidenziali del 2016
Durante la campagna elettorale per le elezioni presidenziali del 2016, un PAC a supporto del candidato repubblicano John Kasich creò una pubblicità ridicolizzando il marchio Trump Steaks, in cui l'imprenditore pubblicizzava, esaltandolo, il proprio prodotto e contemporaneamente venivano riportati alcuni commenti dei clienti quali "...had to smother them in mustard...," "TASTELESS AND MEALY", "Costco are much better quality", a testimoniare la pessima qualità della carne. Il video fu presentato l'8 marzo 2016 durante la conferenza stampa in Florida in cui Trump celebrava la sua recente vittoria alle primarie. Intervistato il giorno dopo da Anderson Cooper, Trump ammise di non aver mai provato le bistecche e che esse venivano acquistate da produttori locali.

## Accoglienza
In seguito a un test cieco del gusto condotto dal New York Post, in cui le Trump Steaks erano messe a confronto con altri tre produttori di New York City, le bistecche a marchio Trump ottennero il punteggio di 7,5 su 10, arrivando al secondo posto dietro le bistecche della Peter Luger Steak House che ottennero un 9,5. Recensioni positive furono date anche dall'Associated Press, dal The Oklahoman e dal The Palm Beach Post. Tuttavia, in tutti i casi fu comunque rilevato che il prezzo di vendita era decisamente troppo elevato.
Il Time e il New York Daily News, rispettivamente nel 2015 e nel 2016, inclusero il marchio Trump Steaks nella lista dei fallimenti imprenditoriali di Donald Trump.